# NGC 6053
NGC 6053 هي مجرة تتبع كوكبة الجاثي. اكتشفها لويس سويفت في 6 يونيو 1886.

## روابط خارجية
- NGC 6053 على موقع ويكي سكاي: DSS2, SDSS, GALEX, IRAS, Hydrogen α, X-Ray, Astrophoto, Sky Map, Articles and images